# Millennium Bridge (Newcastle–Gateshead)

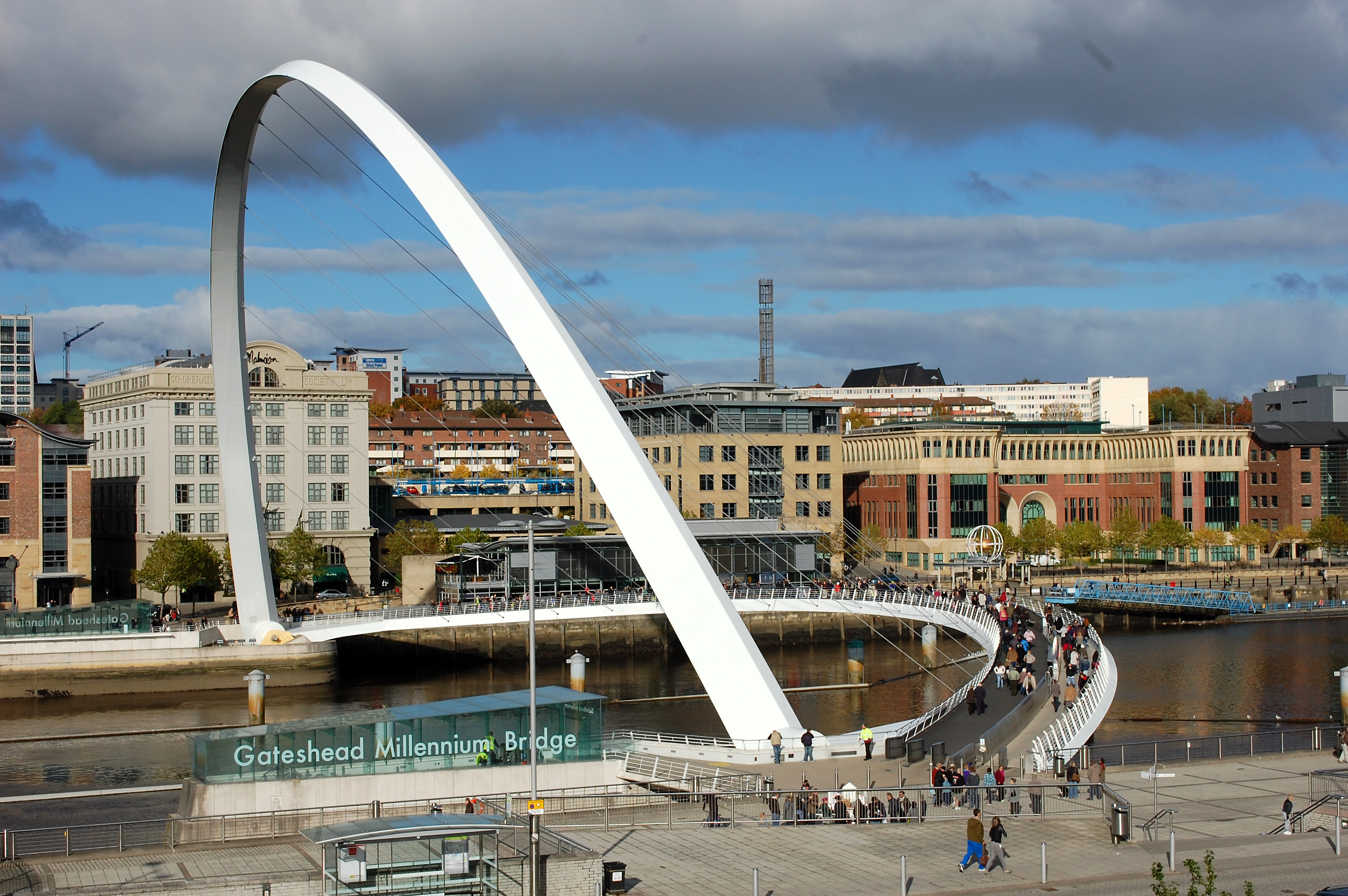
Neigebrücke in Standardposition

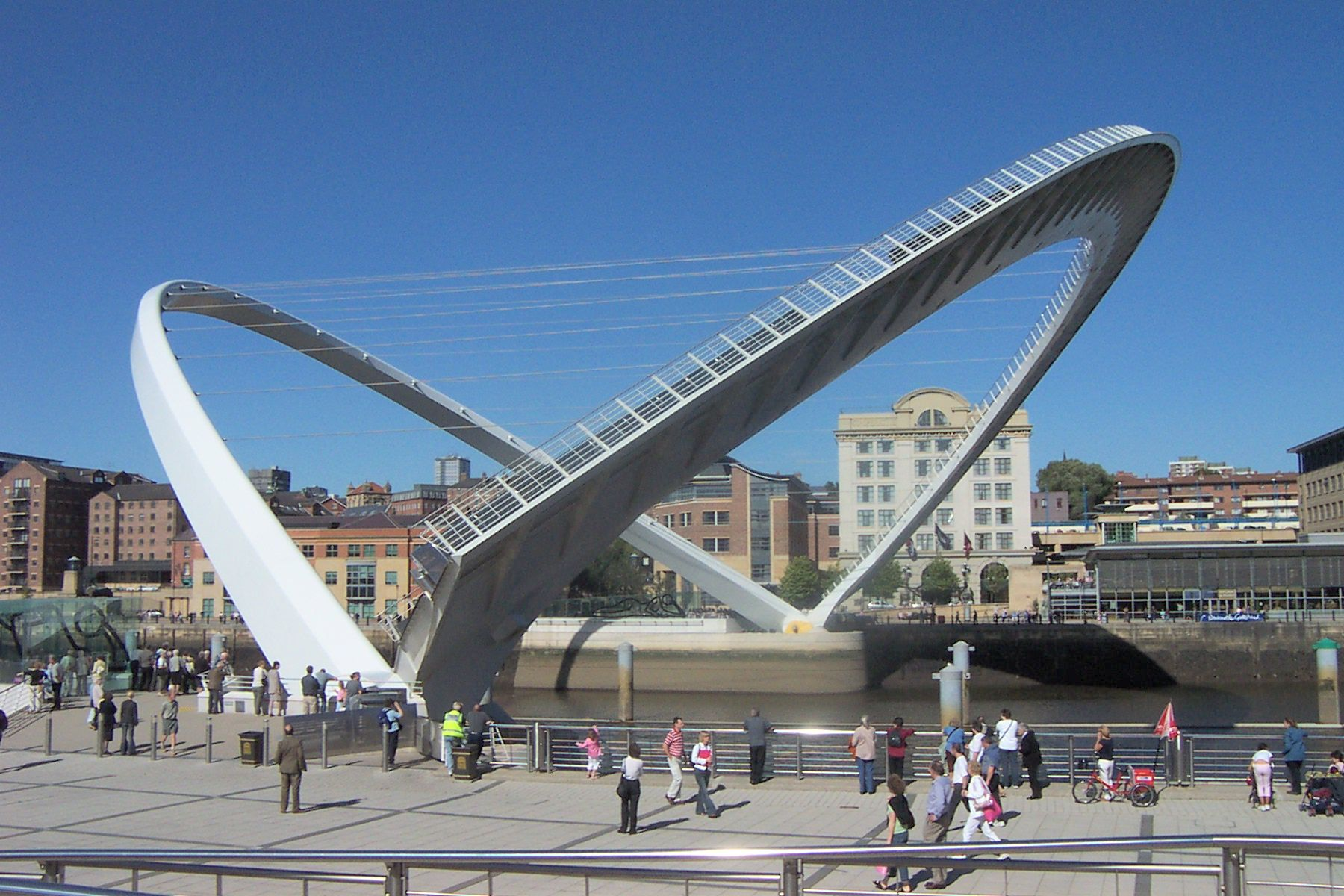
Geöffnete Neigebrücke

Die Gateshead Millennium Bridge in England ist die erste Brücke, die um die Längsachse durch die Angelpunkte von Tragwerk-Bogen und horizontalem Fahrbahndeck rotiert werden kann, um Schiffen die Passage unter der Brücke zu ermöglichen. Das Bauwerk planten die Bauingenieurbüro Gifford and Partners aus Southampton zusammen mit WilkinsonEyre Architects (Chris Wilkinson, Jim Eyre) aus London. Technisch handelt es sich um eine Kippbrücke und ermöglicht in der Normalstellung Fußgängern und Radfahrern eine fast ebenerdige Überquerung des Flusses Tyne zwischen den Nachbarstädten Newcastle und Gateshead. Dort, auf dem Südufer, befinden sich die Konzerthalle The Sage Gateshead und das Museum The Baltic.
Die Brücke besteht aus einer horizontal gebogenen Fahrbahn, Deck genannt, die zum Überqueren des Flusses dient. Ein zweiter Bogen, der in der Ausgangsstellung nach oben ragt, ist zur Stabilisierung durch Seile mit dem Deck verbunden. Dieses fest gekoppelte Konstrukt kann durch acht Motoren (insgesamt 433 kW) entlang der Verbindungslinie der beiden Auflagepunkte nach oben gekippt werden (bis 45°), so dass Schiffe unterhalb der Brücke passieren können. Da die Brücke dabei an ein blinzelndes Auge erinnert, trägt sie den Spitznamen „Blinking Eye“. Die Millennium Bridge ist, wie einige andere Brücken Großbritanniens, auf der Rückseite einer Ein-Pfund-Kursmünze abgebildet.
Die Brücke wurde am 17. September 2001 der Öffentlichkeit übergeben. 2003 wurde die Brücke mit dem Supreme Award der Institution of Structural Engineers ausgezeichnet. 2004 erhielten das Bauwerk sowie seine Architekten und Ingenieure den Outstanding Structure Award der IABSE.
Nachts wird die Brücke farbig beleuchtet.

## Technische Daten
- Baukosten: 22 Millionen Pfund
- Gewicht: 850 Tonnen
- Höhe: ca. 50 m
- Spannweite: 126 m
- Zeitdauer für das Öffnen der Brücke: ca. 4,5 Minuten